# Svensk-Finlands vänner
Svensk-Finlands vänner är en svensk förening som bildades för att tillgodose finlandssvenska intressen. 
Föreningen grundades 1938 i Stockholm med uppgift att i Sverige verka och vidmakthålla intresset för svenskt språk och svensk kultur i Finland samt utgöra ett stöd för finlandssvenska strävanden. Föreningen anordnade möten och sammankomster samt utgav tidskriften Svensk-Finland.